# Cimiteri nazionali degli Stati Uniti d'America

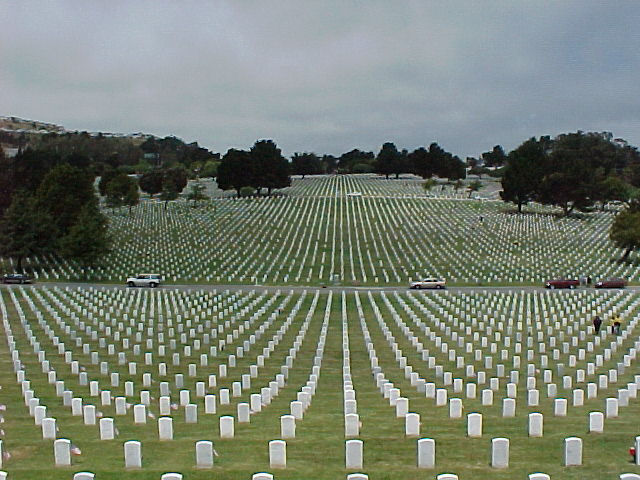
Golden Gate National Cemetery (California)

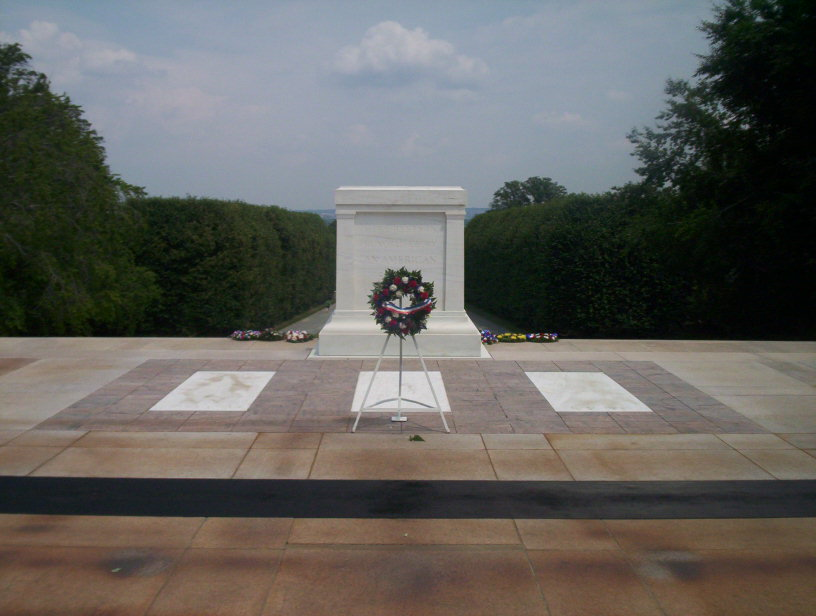
Arlington National Cemetery (Virginia)

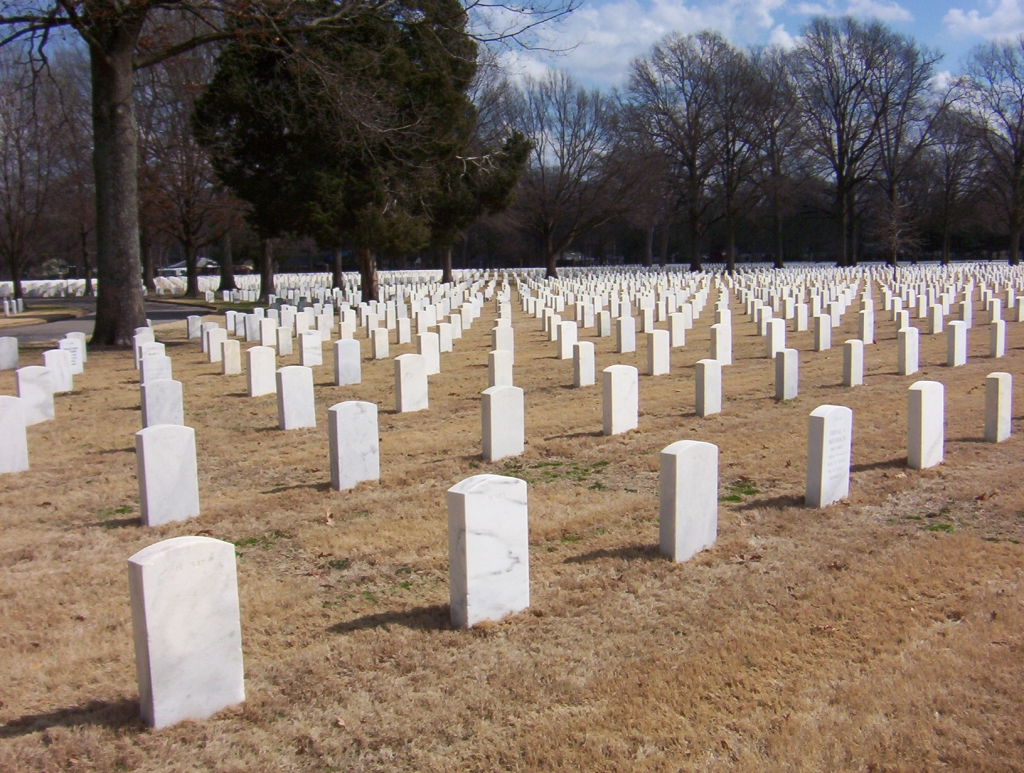
Memphis National Cemetery (Tennessee)

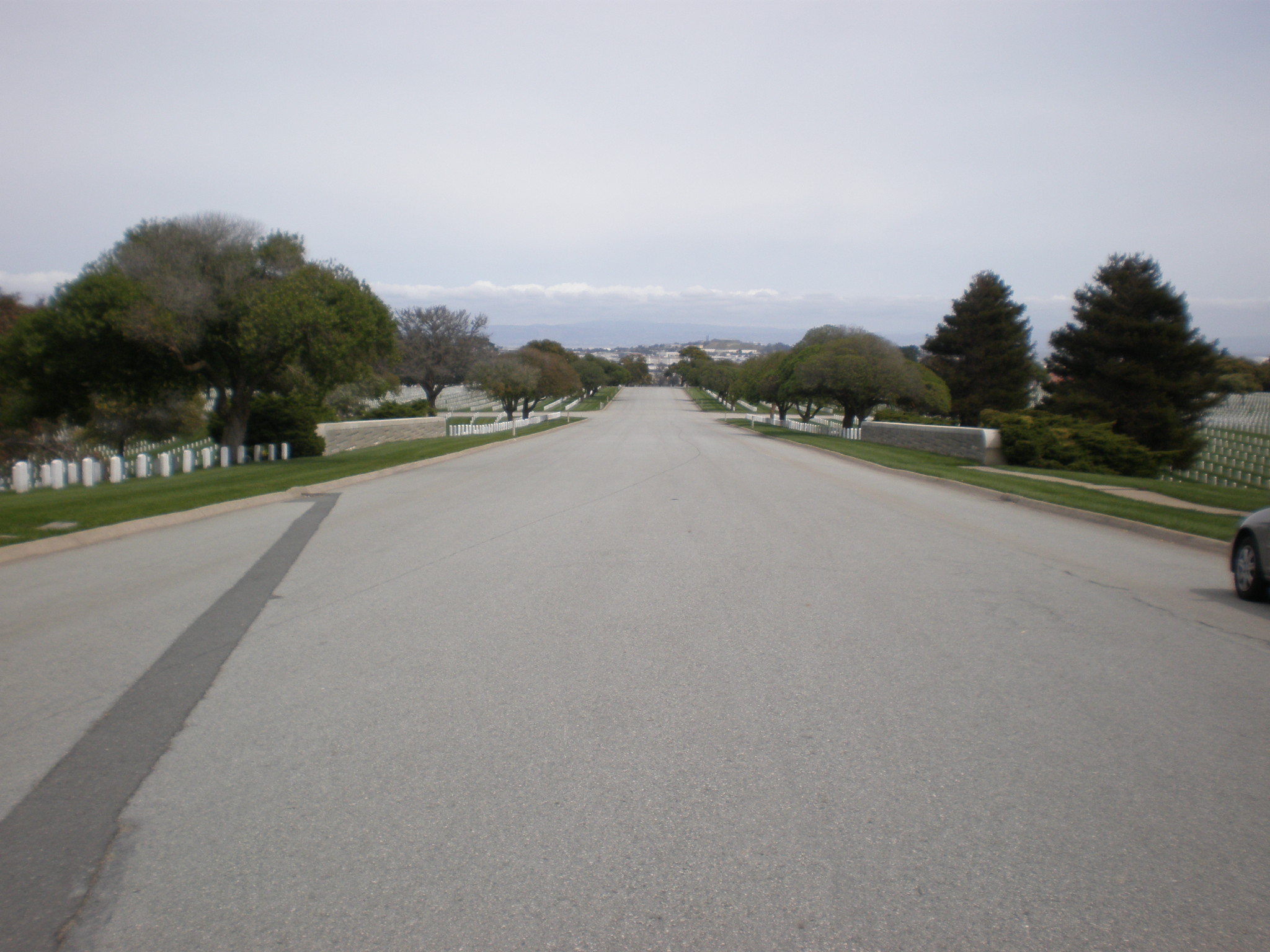
Golden Gate National Cemetery (California)

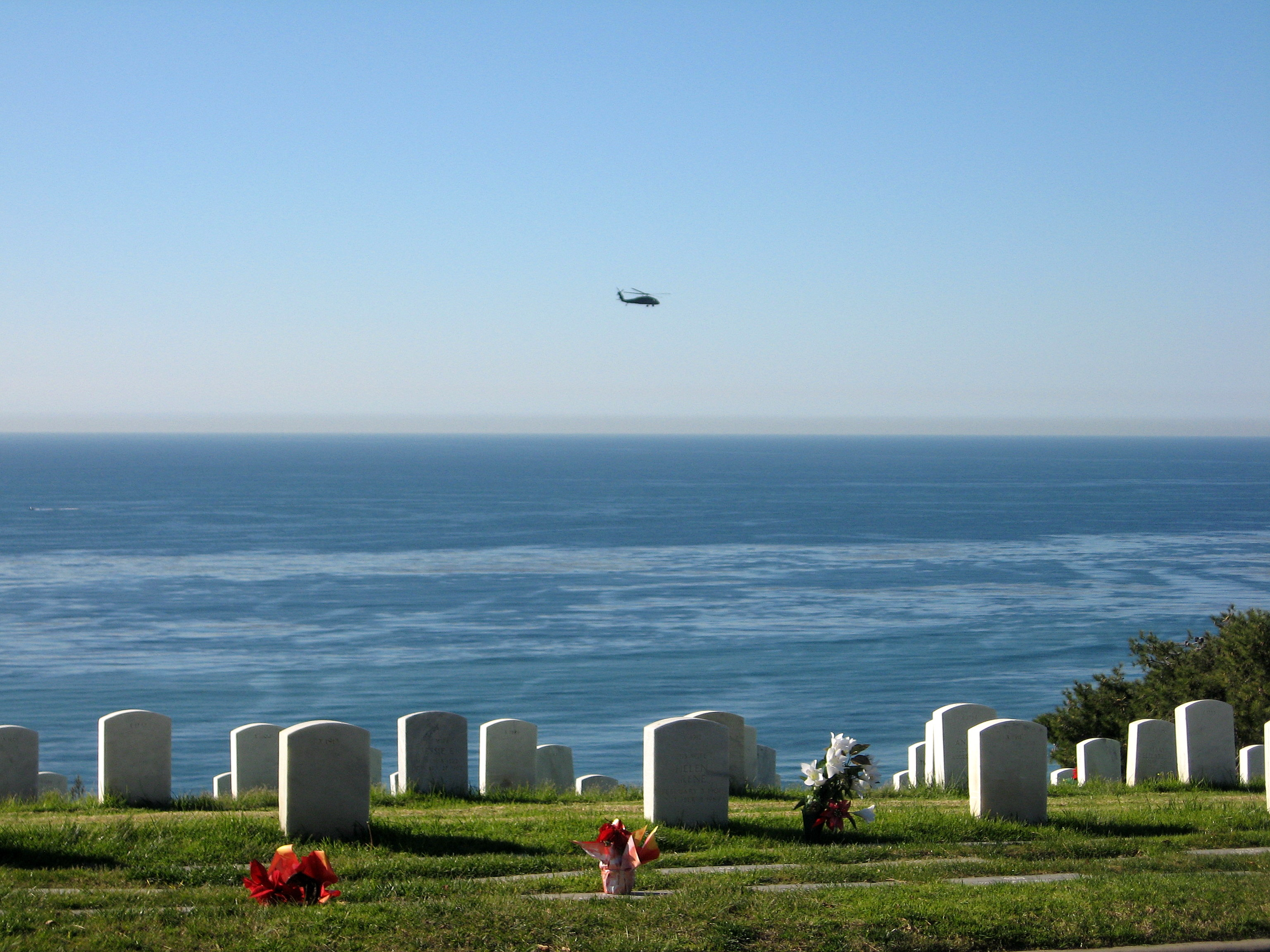
Fort Rosecrans National Cemetery, (California)

Con il termine di cimiteri nazionali degli Stati Uniti di indicano una lunga serie di costruzioni funerarie (in totale 139) di notevole importanza negli Stati Uniti.

## Caratteristiche
Sono per la maggioranza dei casi quelli contenenti le tombe di chi si è distinto in azioni di guerra, fra i più importanti quello dell'Arlington National Cemetery nella contea di Arlington, in Virginia, fuori dal distretto di Washington. Spesso vi sono sezioni intere dedicate ad un'unica tipologia di personaggi.

## Amministrazione
Vengono amministrati quasi esclusivamente dal dipartimento che si occupa dei veterani americani, mentre altri vengono amministrati dal dipartimento dell'esercito, dal National Park Service e l'American Battle Monuments Commission.

## Lista dei cimiteri nazionali
| Cimitero                                           | Città            | Stato                | Ente |
| -------------------------------------------------- | ---------------- | -------------------- | ---- |
| Abraham Lincoln National Cemetery                  | Elwood           | Illinois             | VA   |
| Alexandria National Cemetery                       | Pineville        | Louisiana            | VA   |
| Alexandria National Cemetery                       | Alexandria       | Virginia             | VA   |
| Alton National Cemetery                            | Alton            | Illinois             | VA   |
| Andersonville National Cemetery                    | Andersonville    | Georgia              | NPS  |
| Andrew Johnson National Cemetery                   | Greeneville      | Tennessee            | NPS  |
| Annapolis National Cemetery                        | Annapolis        | Maryland             | VA   |
| Antietam National Cemetery                         | Sharpsburg       | Maryland             | NPS  |
| Arlington National Cemetery                        | Arlington        | Virginia             | Army |
| Balls Bluff National Cemetery                      | Leesburg         | Virginia             | VA   |
| Baltimore National Cemetery                        | Baltimora        | Maryland             | VA   |
| Barrancas National Cemetery                        | Pensacola        | Florida              | VA   |
| Bath National Cemetery                             | Bath             | New York             | VA   |
| Baton Rouge National Cemetery                      | Baton Rouge      | Louisiana            | VA   |
| Battleground National Cemetery                     | Washington       | D.C.                 | NPS  |
| Bay Pines National Cemetery                        | Bay Pines        | Florida              | VA   |
| Beaufort National Cemetery                         | Beaufort         | Carolina del Sud     | VA   |
| Beverly National Cemetery                          | Beverly          | New Jersey           | VA   |
| Biloxi National Cemetery                           | Biloxi           | Mississippi          | VA   |
| Black Hills National Cemetery                      | Sturgis          | Dakota del Sud       | VA   |
| Calverton National Cemetery                        | Calverton        | New York             | VA   |
| Camp Butler National Cemetery                      | Springfield      | Illinois             | VA   |
| Camp Nelson National Cemetery                      | Nicholasville    | Kentucky             | VA   |
| Cave Hill National Cemetery                        | Louisville       | Kentucky             | VA   |
| Chalmette National Cemetery                        | Chalmette        | Louisiana            | NPS  |
| Chattanooga National Cemetery                      | Chattanooga      | Tennessee            | VA   |
| City Point National Cemetery                       | Hopewell         | Virginia             | VA   |
| Cold Harbor National Cemetery                      | Mechanicsville   | Virginia             | VA   |
| Corinth National Cemetery                          | Corinth          | Mississippi          | VA   |
| Crown Hill National Cemetery                       | Indianapolis     | Indiana              | VA   |
| Culpeper National Cemetery                         | Culpeper         | Virginia             | VA   |
| Custer National Cemetery                           | Crow Agency      | Montana              | NPS  |
| Cypress Hills National Cemetery                    | Brooklyn         | New York             | VA   |
| Dallas-Fort Worth National Cemetery                | Dallas           | Texas                | VA   |
| Danville National Cemetery (Illinois)              | Danville         | Illinois             | VA   |
| Danville National Cemetery (Kentucky)              | Danville         | Kentucky             | VA   |
| Danville National Cemetery (Virginia)              | Danville         | Virginia             | VA   |
| Dayton National Cemetery                           | Dayton           | Ohio                 | VA   |
| Eagle Point National Cemetery                      | Eagle Point      | Oregon               | VA   |
| Fayetteville National Cemetery                     | Fayetteville     | Arkansas             | VA   |
| Finn's Point National Cemetery                     | Salem            | New Jersey           | VA   |
| Florence National Cemetery                         | Florence         | Carolina del Sud     | VA   |
| Florida National Cemetery                          | Bushnell         | Florida              | VA   |
| Fort Bayard National Cemetery                      | Bayard           | Nuovo Messico        | VA   |
| Fort Bliss National Cemetery                       | Fort Bliss       | Texas                | VA   |
| Fort Custer National Cemetery                      | Augusta          | Michigan             | VA   |
| Fort Donelson National Cemetery                    | Dover            | Tennessee            | NPS  |
| Fort Gibson National Cemetery                      | Fort Gibson      | Oklahoma             | VA   |
| Fort Harrison National Cemetery                    | Richmond         | Virginia             | VA   |
| Fort Leavenworth National Cemetery                 | Fort Leavenworth | Kansas               | VA   |
| Fort Logan National Cemetery                       | Denver           | Colorado             | VA   |
| Fort Lyon National Cemetery                        | Las Animas       | Colorado             | VA   |
| Fort McPherson National Cemetery                   | Maxwell          | Nebraska             | VA   |
| Fort Meade National Cemetery                       | Sturgis          | Dakota del Sud       | VA   |
| Fort Mitchell National Cemetery                    | Fort Mitchell    | Alabama              | VA   |
| Fort Richardson National Cemetery                  | Fort Richardson  | Alaska               | VA   |
| Fort Rosecrans National Cemetery                   | San Diego        | California           | VA   |
| Fort Sam Houston National Cemetery                 | San Antonio      | Texas                | VA   |
| Fort Scott National Cemetery                       | Fort Scott       | Kansas               | VA   |
| Fort Sill National Cemetery                        | Elgin            | Oklahoma             | VA   |
| Fort Smith National Cemetery                       | Fort Smith       | Arkansas             | VA   |
| Fort Snelling National Cemetery                    | Minneapolis      | Minnesota            | VA   |
| Fredericksburg National Cemetery                   | Fredericksburg   | Virginia             | NPS  |
| Georgia National Cemetery                          | Cherokee County  | Georgia              | VA   |
| Gerald B. H. Solomon Saratoga National Cemetery    | Schuylerville    | New York             | VA   |
| Gettysburg National Cemetery                       | Gettysburg       | Pennsylvania         | NPS  |
| Glendale National Cemetery                         | Richmond         | Virginia             | VA   |
| Golden Gate National Cemetery                      | San Bruno        | California           | VA   |
| Grafton National Cemetery                          | Grafton          | Virginia Occidentale | VA   |
| Hampton National Cemetery                          | Hampton          | Virginia             | VA   |
| Hampton VA National Cemetery                       | Hampton          | Virginia             | VA   |
| Hot Springs National Cemetery                      | Hot Springs      | Dakota del Sud       | VA   |
| Houston National Cemetery                          | Houston          | Texas                | VA   |
| Indiantown Gap National Cemetery                   | Annville         | Pennsylvania         | VA   |
| Jefferson Barracks National Cemetery               | St. Louis        | Missouri             | VA   |
| Jefferson City National Cemetery                   | Jefferson City   | Missouri             | VA   |
| Keokuk National Cemetery                           | Keokuk           | Iowa                 | VA   |
| Kerrville National Cemetery                        | Kerrville        | Texas                | VA   |
| Knoxville National Cemetery                        | Knoxville        | Tennessee            | VA   |
| Leavenworth National Cemetery                      | Leavenworth      | Kansas               | VA   |
| Lebanon National Cemetery                          | Lebanon          | Kentucky             | VA   |
| Lexington National Cemetery                        | Lexington        | Kentucky             | VA   |
| Little Rock National Cemetery                      | Little Rock      | Arkansas             | VA   |
| Long Island National Cemetery                      | Farmingdale      | New York             | VA   |
| Los Angeles National Cemetery                      | Los Angeles      | California           | VA   |
| Loudon Park National Cemetery                      | Baltimora        | Maryland             | VA   |
| Marietta National Cemetery                         | Marietta         | Georgia              | VA   |
| Marion National Cemetery                           | Marion           | Indiana              | VA   |
| Massachusetts National Cemetery                    | Bourne           | Massachusetts        | VA   |
| Memphis National Cemetery                          | Memphis          | Tennessee            | VA   |
| Mill Springs National Cemetery                     | Nancy            | Kentucky             | VA   |
| Mobile National Cemetery                           | Mobile           | Alabama              | VA   |
| Mound City National Cemetery                       | Mound City       | Illinois             | VA   |
| Mountain Home National Cemetery                    | Mountain Home    | Tennessee            | VA   |
| Nashville National Cemetery                        | Madison          | Tennessee            | VA   |
| Natchez National Cemetery                          | Natchez          | Mississippi          | VA   |
| National Cemetery of the Alleghenies               | Cecil Township   | Pennsylvania         | VA   |
| National Memorial Cemetery of Arizona              | Phoenix          | Arizona              | VA   |
| National Memorial Cemetery of the Pacific          | Honolulu         | Hawaii               | VA   |
| New Albany National Cemetery                       | New Albany       | Indiana              | VA   |
| New Bern National Cemetery                         | New Bern         | Carolina del Nord    | VA   |
| Ohio Western Reserve National Cemetery             | Rittman          | Ohio                 | VA   |
| Philadelphia National Cemetery                     | Philadelphia     | Pennsylvania         | VA   |
| Poplar Grove National Cemetery                     | Petersburg       | Virginia             | NPS  |
| Port Hudson National Cemetery                      | Zachary          | Louisiana            | VA   |
| Prescott National Cemetery                         | Prescott         | Arizona              | VA   |
| Puerto Rico National Cemetery                      | Bayamón          | Porto Rico           | VA   |
| Quantico National Cemetery                         | Triangle         | Virginia             | VA   |
| Quincy National Cemetery                           | Quincy           | Illinois             | VA   |
| Raleigh National Cemetery                          | Raleigh          | Carolina del Nord    | VA   |
| Richmond National Cemetery                         | Richmond         | Virginia             | VA   |
| Riverside National Cemetery                        | Riverside        | California           | VA   |
| Rock Island National Cemetery                      | Rock Island      | Illinois             | VA   |
| Roseburg National Cemetery                         | Roseburg         | Oregon               | VA   |
| Salisbury National Cemetery                        | Salisbury        | Carolina del Nord    | VA   |
| San Antonio National Cemetery                      | San Antonio      | Texas                | VA   |
| San Francisco National Cemetery                    | San Francisco    | California           | VA   |
| San Joaquin Valley National Cemetery               | Gustine          | California           | VA   |
| Santa Fe National Cemetery                         | Santa Fe         | Nuovo Messico        | VA   |
| Seven Pines National Cemetery                      | Sandston         | Virginia             | VA   |
| Shiloh National Cemetery                           | Shiloh           | Tennessee            | NPS  |
| Sitka National Cemetery                            | Sitka            | Alaska               | VA   |
| South Florida National Cemetery                    | Lake Worth       | Florida              | VA   |
| Springfield National Cemetery                      | Springfield      | Missouri             | VA   |
| St. Augustine National Cemetery                    | St. Augustine    | Florida              | VA   |
| Staunton National Cemetery                         | Staunton         | Virginia             | VA   |
| Stones River National Cemetery                     | Murfreesboro     | Tennessee            | NPS  |
| Tahoma National Cemetery                           | Kent             | Washington           | VA   |
| Togus National Cemetery                            | Chelsea          | Maine                | VA   |
| U.S. Soldiers' and Airmen's Home National Cemetery | Washington       | D.C.                 | Army |
| Vicksburg National Cemetery                        | Vicksburg        | Mississippi          | NPS  |
| West Virginia National Cemetery                    | Grafton          | Virginia Occidentale | VA   |
| Willamette National Cemetery                       | Portland         | Oregon               | VA   |
| Wilmington National Cemetery                       | Wilmington       | Carolina del Nord    | VA   |
| Winchester National Cemetery                       | Winchester       | Virginia             | VA   |
| Wood National Cemetery                             | Milwaukee        | Wisconsin            | VA   |
| Woodlawn National Cemetery                         | Elmira           | New York             | VA   |
| Yorktown National Cemetery                         | Yorktown         | Virginia             | NPS  |
| Zachary Taylor National Cemetery                   | Louisville       | Kentucky             | VA   |